# Spider-Man (игра, 2000)
Spider-Man (англ. Человек-паук) — компьютерная игра 2000 года в жанре action-adventure, основанная на персонаже комиксов Marvel Comics Человеке-пауке. Игра была разработана студией Neversoft и выпущенная Activision с использованием игрового движка Tony Hawk's Pro Skater для PlayStation. Позже игра была портирована разными разработчиками на различные платформы, включая Game Boy Color и Nintendo 64 в том же году, а также Dreamcast и Microsoft Windows в 2001 году.
Сюжет игры строится вокруг Спайдермена, когда он пытается очистить своё имя после того, как его подставил двойник и он стал разыскиваемым преступником, а также должен помешать вторжению симбиотов, организованному Док Оком и Карнажем. Многочисленные злодеи из комиксов появляются в качестве боссов, в том числе Скорпион, Рино, Веном, Мистерио, Карнаж и Док Ок, а также одержимый симбиотом Карнажа Док Ок по имени Монстр Ок, который был создан исключительно для игры в качестве финального босса. Повествование сюжета ведётся соавтором игры Стэном Ли, а также это первая игра о Человеке-пауке, опубликованная Activision после приобретения лицензии, срок действия которой истёк в 2014 году.
Spider-Man получил в целом положительные отзывы. За ним последовали три продолжения в 2001 году: эксклюзивный для Game Boy Color Spider-Man 2: The Sinister Six, разработанный Torus Games; эксклюзивный для PS Spider-Man 2: Enter Electro, разработанный Vicarious Visions; и эксклюзивный для Game Boy Advance Spider-Man: Mysterio’s Menace, также разработанный Vicarious Visions.

## Разработка
Игра была анонсирована 2 декабря 1998 года. Spider-Man использует тот же игровой движок, что и Tony Hawk's Pro Skater. Человек-паук был скрытым персонажем в Tony Hawk's Pro Skater 2, и на это делается отсылка во время игры (на одном из рекламных щитов в Spider Man изображён логотип игры Tony Hawk’s Pro Skater 2: наткнувшись на него, Спайдермен скажет — «Tony Hawk. Hey, I skated with that guy!»). Версии для PlayStation, Dreamcast и Windows имеют предварительные кат-сцены, в то время как версия на Nintendo 64 показывает стоп-кадры с субтитрами, выполненные в стиле комиксов и с меньшим количеством голосовых клипов, из-за технических ограничений этой консоли в плане видеороликов. Персонаж Ящер должен был появиться в финальном ролике, но не был включён в финальную версию игрового ролика. Самые ранние кадры игры были найдены на немецком демо-диске под названием «PlayDemo Vol. 17» и содержали некоторые радикальные изменения по сравнению с конечным продуктом. К ним также относятся другая последовательность опенингов, другие (скорее всего, «заполнители») голоса, другая музыка и совершенно другая модель для злодея Скорпиона и совершенно другая локация с боссом Рино, а также уровень канализации, которого нет в финальной игре. Туман был добавлен в игру по причине того, что у Neversoft не было программного обеспечения для прогрузки все города. По этой же причине Konami добавила туман в свою игру Silent Hill.

### Аудио
К озвучке персонажей игры были привлечены все те же актёры, что озвучивали в двух мультсериалах 1990-х годов — «Человек-паук» и «Непобедимый Спайдермен». Например, Рино Романо повторяет свою роль Спайдермена/Питера Паркера из «Непобедимого Спайдермена», Дженнифер Хейл — роль Чёрной кошки из «Человека-паука» 1994 года и Мэри Джейн из «Непобедимого Спайдермена». Ефрем Цимбалист-младший повторяет свою роль Док Ока из телесериала «Человек-паук» 1994 года. Заглавная композиция представляет собой ремикс на гланвую тему из мультфильма «Человек-паук» 1960-х годов британской электронной музыкальной группы Apollo 440. Стэн Ли выступает в роли рассказчика. Даран Норрис озвучивает Венома/Эдди Брока, Мистерио, Скорпиона, Карателя, Живого факела и Капитана Америку, в то время как Ди Брэдли Бейкер озвучивает Карнажа, Джона Джеймсона, Ящера, Дьяволмена и Рино.
Локализацией в России занималась компания «Фаргус». Голосом Спайдермена говорил Пётр Гланц, а на роль рассказчика был приглашён Алексей Борзунов (его голосом говорили практически все мужские персонажи в мультсериале 1994 года).

### Саундтрек
Саундтрек к игре был написан композитором и музыкантом Томми Талларико. В нём представлены различные композиции, в основном состоящие из отдельных семплов и написанные под влиянием популярных музыкальных жанров того времени, таких как индастриал-рок и ню-метал. Семплы соотносятся с действиями в игре, например, когда Спайдермен сражается с врагом, и исчезают, когда действие заканчивается. Однако некоторые уровни имеют фиксированный саундтрек, включая сражения с боссами.
Порт Nintendo 64 включает в себя звуковой тест, в котором можно прослушать отдельные семплы треков. К нему можно получить доступ с помощью чит-кода.
| №                   | Название                                                          | Длительность |
| ------------------- | ----------------------------------------------------------------- | ------------ |
| 1.                  | «Bugle's Basement»                                                | 3:16         |
| 2.                  | «Catch Venom»                                                     | 3:02         |
| 3.                  | «Elevator Descent»                                                | 3:06         |
| 4.                  | «Get to the Bank! And Bank Approach»                              | 3:03         |
| 5.                  | «Hidden Switches»                                                 | 3:07         |
| 6.                  | «Hostage Situation»                                               | 3:18         |
| 7.                  | «Item Hunt»                                                       | 3:02         |
| 8.                  | «Main Menu»                                                       | 3:27         |
| 9.                  | «Police Chopper Chase»                                            | 2:18         |
| 10.                 | «Race to the Bugle»                                               | 3:14         |
| 11.                 | «Rhino and the Lizard's Maze»                                     | 3:09         |
| 12.                 | «Speed Training 1»                                                | 3:09         |
| 13.                 | «Speed Training 3»                                                | 3:09         |
| 14.                 | «Spiderman Credits»                                               | 3:34         |
| 15.                 | «Spidey vs. Carnage!»                                             | 3:08         |
| 16.                 | «Spidey vs. Doc Ock!»                                             | 3:16         |
| 17.                 | «Spidey vs. Monster-Ock!»                                         | 3:15         |
| 18.                 | «Spidey vs. Mysterio!»                                            | 3:10         |
| 19.                 | «Spidey vs. Scorpion! And Time Attack»                            | 3:02         |
| 20.                 | «Spidey vs. Venom Again! And Speed Training 2 And Sewer Entrance» | 3:42         |
| 21.                 | «Spidey vs. Venom!»                                               | 3:00         |
| 22.                 | «Stop the Presses!»                                               | 3:02         |
| 23.                 | «Stopping the Fog»                                                | 3:09         |
| 24.                 | «Subway»                                                          | 3:03         |
| 25.                 | «Survival Mode (Building Top)»                                    | 3:02         |
| 26.                 | «Survival Mode (Combat Room)»                                     | 3:07         |
| 27.                 | «Symbiotes Infest Bugle»                                          | 3:17         |
| 28.                 | «Tunnel Crawl»                                                    | 3:26         |
| 29.                 | «Underwater Trench»                                               | 3:05         |
| 30.                 | «Venom's Puzzle»                                                  | 3:16         |
| 31.                 | «Waterfront Warehouse»                                            | 3:16         |
| 32.                 | «Zip-Line Training»                                               | 3:11         |
| Общая длительность: | Общая длительность:                                               | 60:41        |

## Сюжет

Чёрная кошка вводит в курс дела игрока (в лице Человека-паука) касаемо первой миссии

Предположительно исправившийся доктор Отто Октавиус проводит научную демонстрацию на выставке Science Expo 2000, но её прерывает двойник Человека-паука, нападающий на команду и крадущий оборудование. Эдди Брок пытается сделать снимки для The Daily Bugle, но самозванец разбивает его камеру. В ярости симбиот Веном вновь появляется внутри Брока, и он клянется отомстить Человеку-пауку.
Между тем, настоящий Человек-паук, который был свидетелем инцидента как Питер Паркер, привлечен к ответственности за кражу, и полиция объявляет его в розыск. В другом месте две невидимые фигуры выпускают плотный таинственный тумана со своей скрытой базы в городе, который быстро покрывает улицы. После встречи с Чёрной кошкой и предотвращения ограбления банка Нефритовым синдикатом, Человек-паук вынужден спасти Джону Джеймсона от Скорпиона. Он побеждает Скорпиона только для того, чтобы неблагодарный Джеймсон натравил на него полицию. Пытаясь сбежать, Человек-паук встречает Сорвиголову, который обещает рассказать всем о его невиновности.
Уклонившись от полицейского вертолёта, Человек-паук воссоединяется с Чёрной кошкой, которая сообщает ему о двух новых проблемах: Носорог атаковал электростанцию, а Веном похитил жену Питера, Мэри Джейн Паркер, чтобы выманить Человека-паука. Решив сначала разобраться с Носорогом, Человек-паук и Чёрная кошка побеждают его и сдают полиции, но Кошка получает тяжелое ранение во время драки и похищается неизвестными, выдававшими себя за парамедиков. Получив поддержку от Человека-факела, Человек-паук отправляется на поиски Венома, но вместо этого Веном сам находит Человека-паука и подстрекает его, что приводит к погоне по всему городу и в конечном итоге к убежищу Венома в канализации.
Во время погони Человек-паук встречает Ящера, который был заключен в тюрьму Веномом после того, как взял под свой контроль его людей-ящеров (которые нападали на Человека-паука в разные моменты погони). Ящер указывает Человеку-пауку на логово Венома, где тот спасает Мэри Джейн и побеждает Венома. Чтобы загладить вину перед Человеком-пауком, узнав, что его подставили, Веном предлагает помочь ему найти преступника, на что Человек-паук неохотно соглашается. Они вдвоем отправляются в Daily Bugle, чтобы поискать ответы в файлах Джеймсона, но во время поисков Веном чувствует присутствие Карнажа поблизости и отправляется на его поиски. Предоставленный самому себе, Человек-паук обнаруживает в здании нашествие симбиотов и уничтожает их, прежде чем столкнуться со своим двойником, которым, как выяснилось, является переодетый Мистерио.
После победы над ним Человек-паук узнает, что Мистерио был нанят, чтобы отвлекать Человека-паука, пока его работодатель наводняет Нью-Йорк симбиотами, и что туман над городом будет служить маяком для них, подготавливая горожан к симбиозу. По пути на склад 65, где находится убежище работодателя Мистерио, Человек-паук встречает Карателя, которого убеждает в своей невиновности, и тот, в свою очередь, предлагает Человеку-пауку помощь в проникновении на склад. Не желая увеличивать количество жертв, герой отказывается. Человек-паук обнаруживает вход на огромную подводную базу внутри склада и приступает к расследованию, быстро натыкаясь на производство симбиотов и законченную Чёрную кошку. После срыва операции и спасения Кошки, Человек-паук, наконец, противостоит её похитителям и организаторам вторжения симбиотов: Октавиусу и Карнажу.
Снова приняв облик Доктора Осьминога, Октавиус объясняет, что он инсценировал свою реформу и что с помощью Карнажа (который пожертвовал своего симбиота для клонирования) он надеется создать новый мир, в котором будут доминировать симбиоты, под его властью. Позже появляется Веном и сражается с Карнажем, в то время как Человек-паук сражается с Доком Оком. После того, как Док Ок и Веном терпят поражение, Человек-паук сражается с Карнажем и побеждает его, заключив в звуковой пузырь. После своего поражения симбиот Карнаж перемещается на нижний уровень и сливается с Доком Оком, создавая Монстра Ока. Человек-паук, неспособный вести эффективный бой, преследуемый чудовищем, покидает самоуничтожающуюся базу, пока не попадает в один из взрывов, который удаляет симбиота из тела Дока Ока. Человек-паук выносит потерявшего сознание Октавиуса на поверхность, где их спасают Капитан Америка, Чёрная кошка и Веном.
В эпилоге, в штаб-квартире Щ.И.Т., Человек-паук играет в карты с Капитаном Америкой, Сорвиголовой и Карателем, в то время как Чёрная кошка и Человек-факел танцуют. В тюрьме Мистерио, Носорог, Скорпион и головорез из Нефритового синдиката тоже играют в карты, в то время как раздраженный Октавиус бьется головой о решетку камеры.

### Режим «What If?»
При введении чит-кода «UATUSEES» активируется режим «What If?» (англ. Что если?). Это была серия комиксов, в которой рассматривались альтернативные варианты событий в истории комиксов Marvel, и во многом таким же образом игра становится альтернативной версией самой себя. Хотя играемая история одинакова, есть тонкие различия, разбросанные по сцене и звуковых дорожках, вводящие комедийные элементы в сюжет. Когда начинается новая игра, появляется Уату и объясняет игроку, что всё не так, как раньше. Данного режима нет в версии игры для Nintendo 64.

## Геймплей

Обложка 1 выпуска серии The Amazing Spider-Man, который можно найти в игре на крыше здания Бакстера

Геймплей игры представляет собой beat'em up с разными акробатическими трюками. Существуют несколько уровней сложности: «детский», «лёгкий», «нормальный» и «тяжёлый». Помимо самого сюжетного прохождения, в свободное время можно пройти тренировочные уровни. В игре игрок управляет Спайдерменом, когда он проходит каждый уровень, либо пытаясь добраться до выхода, либо выполнить определённую цель. Игрок должен повторить текущий уровень, если у Спайдермена заканчивается здоровье, он падает со здания или не выполняет определённые задачи, такие как спасение заложника. Внутри помещений игрок способен перемещаться как по полу, так и по стенам. Во время битвы в рукопашную, игрок может комбинировать удары руками и ногами, делая более мощные комбо (анимации ударов позднее использовались для игры Spider-Man 2002 года.). В качестве оружия дальнего боя здесь выступает паутина. Паутина ограничена: всего можно нести 10 картриджей (в некоторых костюмах у игрока будет не больше 2-х картриджей). Также с помощью паутины можно передвигаться с одного здания на другое или на любую другую плоскость (потолки, стены). Сочетая клавиши движения и выстрела паутины игрок также способен создавать комбо («перчатки из паутины», благодаря которым игрок наносит урон в 2 раза больше или «купол из паутины», который при разрыве наносит повреждение всем противникам окружившие игрока). Существует также «броня Спайди», которая временно увеличивает силу и защиту игрока, и «огненная паутина», которая эффективна против симбиотов.
В качестве дополнительных бонусов и пасхалок в игре присутствуют комиксы, которые игрок может собрать — всего их 32 штуки почти на каждом уровне. Каждый комикс существует в реальной жизни (например Amazing Spider-Man Vol 1 #100 или Amazing Spider-Man Vol 1 #14); игроку предоставляется возможность увидеть обложку комикса, а также узнать краткое описание выпуска. Помимо прочего существуют другие костюмы для Спайдермена, которые открываются по мере прохождения игры: для этого необходимо собрать определённые комиксы, либо пройти игру на том или ином уровне сложности (всего костюмов 9, не считая классический). Каждый костюм обладает уникальными особенностями, например в костюме «Спайди Безграничный» (при помощи нажатия необходимых клавиш) игрок может становиться невидимым, а в костюме «Спайдермен Симбионт» игроку предоставляется неограниченный запас паутины. Что комиксы, что костюмы можно открыть с помощью чит-кодов.

## Отзывы и критика
| Сводный рейтинг    | Сводный рейтинг | Сводный рейтинг | Сводный рейтинг | Сводный рейтинг | Сводный рейтинг |
| Издание            | Оценка          | Оценка          | Оценка          | Оценка          | Оценка          |
| Издание            | Dreamcast       | GBC             | N64             | PC              | PS              |
| ------------------ | --------------- | --------------- | --------------- | --------------- | --------------- |
| GameRankings       | 80,23 %         | 66,91 %         | 82,52 %         | 67,96 %         | 86,53 %         |
| Metacritic         | 80/100          | N/A             | 72/100          | 68/100          | 87/100          |
| Иноязычные издания |                 |                 |                 |                 |                 |
| Издание            | Оценка          | Оценка          | Оценка          | Оценка          | Оценка          |
| Издание            | Dreamcast       | GBC             | N64             | PC              | PS              |
| AllGame            | [ 17 ]          | [ 18 ]          | [ 19 ]          | [ 20 ]          | [ 21 ]          |
| EGM                | 7,5/10          | N/A             | 7/10            | N/A             | 7,83/10         |
| Eurogamer          | N/A             | N/A             | N/A             | N/A             | 9/10            |
| GameFan            | N/A             | N/A             | N/A             | N/A             | 73 %            |
| Game Informer      | N/A             | N/A             | 8/10            | N/A             | N/A             |
| GamePro            | [ 28 ]          | N/A             | [ 29 ]          | N/A             | [ 30 ]          |
| GameRevolution     | B               | N/A             | C               | N/A             | B−              |
| GameSpot           | 7,2/10          | 6,5/10          | 7,8/10          | 6,6/10          | 7,7/10          |
| GameSpy            | 8/10            | N/A             | N/A             | 77 %            | N/A             |
| GameZone           | 7/10            | N/A             | N/A             | 7/10            | N/A             |
| IGN                | 8,4/10          | 9/10            | 8,5/10          | 6/10            | 9/10            |
| Next Generation    | [ 48 ]          | N/A             | N/A             | N/A             | [ 49 ]          |
| Nintendo Power     | N/A             | 7,1/10          | [ 51 ]          | N/A             | N/A             |
| OPM                | N/A             | N/A             | N/A             | N/A             | [ 52 ]          |
| PC Gamer (US)      | N/A             | N/A             | N/A             | 78 %            | N/A             |

Хотя отзывы варьировались от платформы к платформе, Spider-Man получил в целом положительные отзывы. GameRankings показывает совокупные баллы 86,53 % для версии PlayStation, 66,91 % для цветной версии Game Boy, 82,52 % для версии Nintendo 64, 80,23 % для версии Dreamcast, и 67,96 % для версии для ПК. Metacritic показывает оценки 87 из 100 для версии PlayStation, 72 из 100 для версии Nintendo 64, 80 из 100 для версии Dreamcast, и 68 из 100 для версии для ПК.
IGN дал версии PlayStation 9 баллов из 10, назвав её «возможно, лучшей игрой о Человеке-пауке», оценив версию Dreamcast в 8,4 балла, назвав её «хорошим развлечением для тех, у кого есть Dreamcast, который не играл в версию PlayStation», ожидая большего от такой мощной системы, как Dreamcast. Версия для ПК, однако, получила негативный отзыв за то, что по сути была портом Dreamcast без каких-либо серьёзных изменений. GameSpot присвоил версии PlayStation рейтинг 7.7, назвав её «отличной основой для будущих игр о Человеке-пауке — и исключительной игрой для загрузки».
Грег Орландо, делая рецензию на игру для PlayStation для Next Generation, оценив её на четыре звезды из пяти, и заявил, что «excelsior! Отличное развлечение для перекидывания паутины».
Скотт Стейнберг из Next Generation, в своём обзоре на игру для Dreamcast, оценил её на четыре звезды из пяти, и заявил, что «забавное, но слегка испорченное приключение супергероя, в котором вы будете отскакивать от стен. В буквальном смысле».
Версия Spider-Man на PlayStation получила платиновую номинацию за продажи не менее 300 000 копий в Великобритании от Ассоциации издателей программного обеспечения для развлечений и досуга (ELSPA).